# Affaire des viols collectifs de Huddersfield
L'affaire des viols collectifs de Huddersfield concerne un scandale d'abus sexuels sur mineurs à Huddersfield en Grande-Bretagne. Un groupe d'hommes a été reconnu coupable d'infractions sexuelles contre des filles mineures. Il s'agit, au moment des condamnations, du plus grand gang jamais condamné pour abus sexuel au Royaume-Uni. Les infractions ont eu lieu entre 2004 et 2011, et les hommes ont été inculpés en avril 2017 et condamnés en 2018 dans trois procès distincts. Le fondateur de l'English Defence League, Tommy Robinson a été condamné à 13 mois de prison pour outrage au tribunal pour avoir filmé les accusés lors d'un procès en mai 2018.
En août 2018, 31 autres accusés avaient été inculpés d'infractions sexuelles commises entre 2005 et 2012. Les médias ont été accusés de ne pas couvrir l'affaire, l'affaire étant sous « embargo médiatique ».

## Contexte
Depuis le début des années 1980 jusqu'au début des années 2010, dans des villes d'Angleterre, plus de 4 000 enfants ont été abusés sexuellement, parfois torturés, parfois prostitués par des bandes criminelles organisées ou des groupes informels d'hommes,. En 2011, une première série d'agressions sexuelles est rendue publique par la presse.
Des enquêtes, conduites par des associations caritatives, puis le gouvernement britannique, ont permis d'éclaircir les faits, soulignant notamment l'incurie des services sociaux et de la police locale, et de prendre des mesures appropriées pour assurer la protection des enfants,. Dans certains cas, l'exploitation de mineurs durait depuis plus de 15 ans. L'appartenance ethnique et les origines culturelles des victimes, et, surtout, celles des criminels, ont focalisé l'attention des médias et de l'opinion publique dans tout le pays,,.

## Les faits

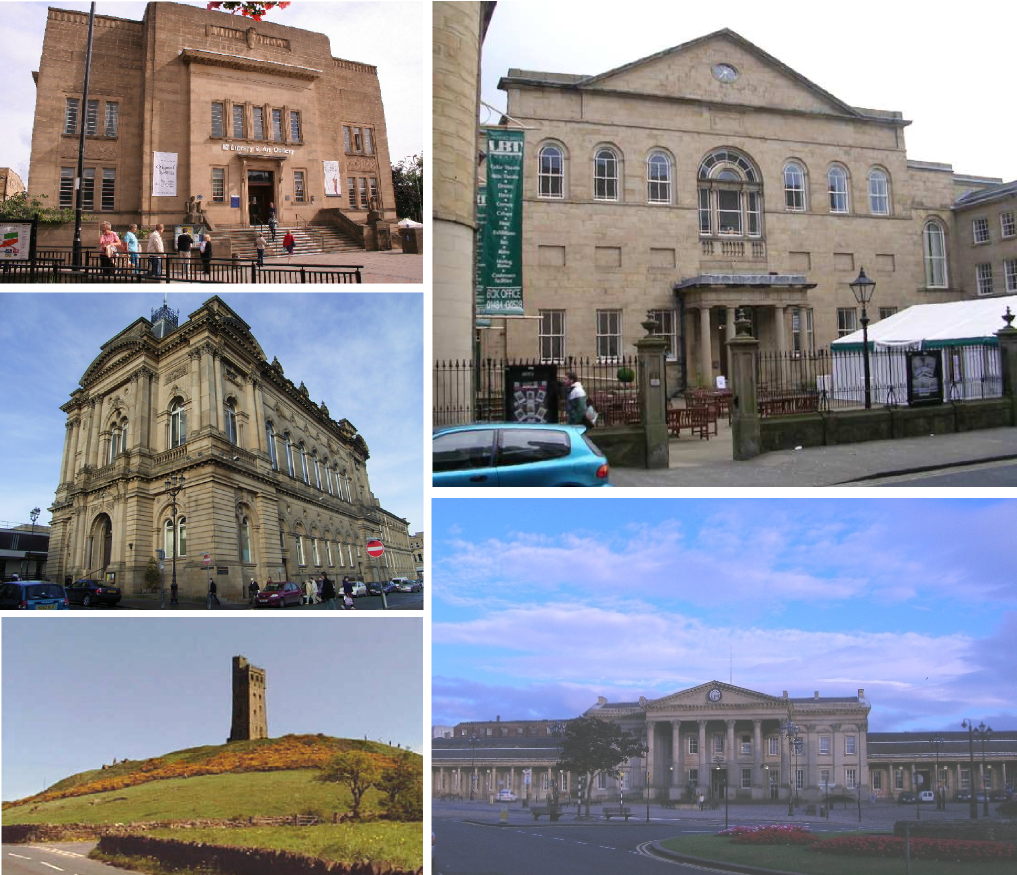
Huddersfield.

Vingt hommes ont agressé sexuellement des filles aussi jeunes que 11 ans dans le cadre d'un réseau de prostitution de mineures qui exploitait plus d'une douzaine de filles à Huddersfield en Grande-Bretagne. Comme pour les affaires similaires, les victimes étaient enivrées avec de l'alcool et droguées avant d'être abusées sexuellement. Les enfants ont été violées à plusieurs reprises et souvent conduites dans des zones isolées puis abandonnées à elles-mêmes.
27 hommes ont été condamnés pour viol et proxénétisme de 18 filles âgées de 11 à 17 ans. Deux femmes ont également été condamnées pour négligence envers les enfants. En raison du grand nombre d'accusés, les procès ont été divisés en trois procès distincts.
En 2018, 20 hommes ont été condamnés pour viol et abus contre 15 filles. Les hommes ont été reconnus coupables de plus de 120 infractions contre 15 filles et ont été emprisonnés pour une durée totale de 220 ans. 

## Interdiction de couverture médiatique
En novembre 2017, en vertu de la Loi anglaise de 1981 sur l'outrage au tribunal, des restrictions en matière de couverture médiatique sur le procès ont été imposées afin d'éviter toute perturbation lors des procès subséquents.
Ces restrictions ont été critiquées notamment par l'extrême-droite, qui y a vu une tentative de dissimulation parce que les auteurs étaient des musulmans. Cette décision a alimenté les soupçons d'omerta, en particulier en raison de la nature extrêmement sensible du sujet au Royaume-Uni. En effet, les sévices commis par les gangs pédophiles indo-pakistanais ont longtemps été « couverts » par l'administration, les services sociaux, la police et des politiciens « trop inquiets de stigmatiser la communauté pakistanaise » et d'être accusés de racisme. L'affaire des viols collectifs de Telford a été notamment « fort timidement » couverte par les médias britannique comme le Times et le Guardian ainsi qu'en France, où Claude Askolovitch parle alors d’omerta.

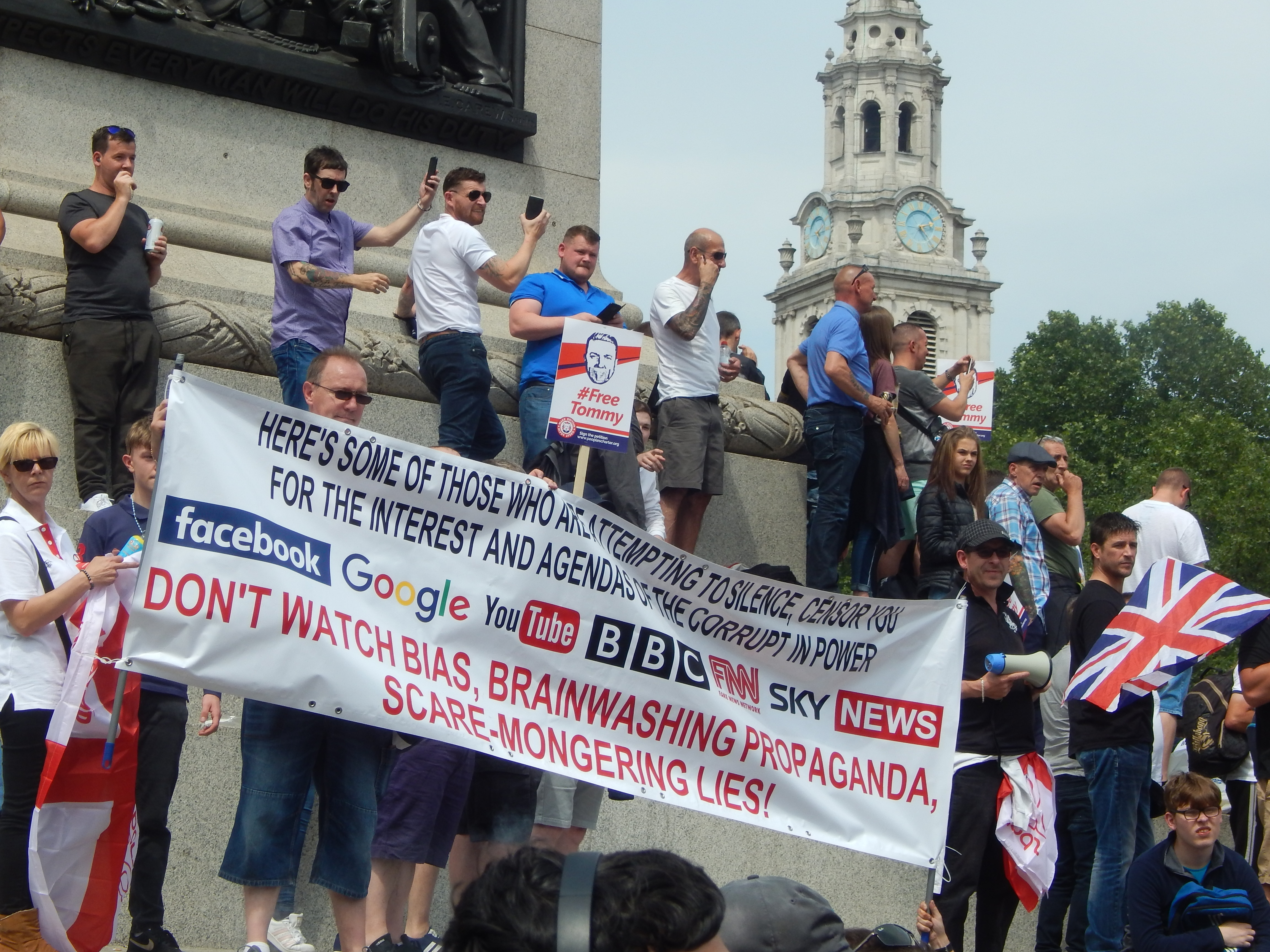
Des manifestants demandant la libération de Tommy Robinson.

Tommy Robinson a diffusé une vidéo en direct de l'extérieur du tribunal sur Facebook pendant le deuxième procès. Il a notamment filmé certains des accusés et parlé de musulmans et de « bandes de viols du djihad » (jihad rape gangs). Lors de son intervention devant le tribunal, il a été interpelé par la police et condamné à 13 mois de prison pour outrage au tribunal en mai 2018,. La justice britannique a imposé un embargo médiatique sur l'incarcération de Robinson. Il a été libéré en août 2018 après avoir remporté son procès en appel.
Les restrictions en matière de couverture médiatique de ces procès ont été partiellement levées en octobre 2018.

## Auteurs des crimes
Les 20 hommes sont tous d'origine du sous-continent indien, principalement d'origine pakistanaise. Leur chef de file était Amere Singh Dhaliwal qui s'est converti au sikhisme en 2013, :
- Amere Singh Dhaliwal (35 ans) : condamné à la prison à perpétuité ;
- Irfan Ahmed (34 ans) : condamné à 8 ans de prison ;
- Zahid Hassan (29 ans) condamné à 18 ans de prison
- Mohammed Kammer (34 ans) : condamné à 16 ans de prison ;
- Mohammed Rizwan Aslam (30 ans) : condamné à 15 ans de prison ;
- Abdul Rehman (31 ans) : condamné à 16 ans de prison ;
- Raj Singh Barsran (34 ans) : condamné à 17 ans de prison ;
- Nahman Mohammed (32 ans) : condamné à 15 ans de prison ;
- Mansoor Akhtar (27 ans) : condamné à 8 ans de prison ;
- Wiqas Mahmud (38 ans) : condamné à 15 ans de prison ;
- Nasarat Hussain (30 ans) : condamné à 17 ans de prison ;
- Sajid Hussain (33 ans) : condamné à 17 ans de prison ;
- Mohammed Irfraz (30 ans) : condamné à 6 ans de prison ;
- Faisal Nadeem (32 ans) : condamné à 12 ans de prison ;
- Mohammed Azeem (33 ans) : condamné à 18 ans de prison ;
- Manzoor Hassan (38 ans) : condamné à 5 ans de prison ;
- Niaz Ahmed (54 ans) : jugement en cours ;
- Mohammed Imran Ibrar (34 ans) : jugement en cours ;
- Asif Bashir (33 ans) : jugement en cours ;
- Mohammed Akram (33 ans) : jugement en cours.